# Karel Husárek
Karel Husárek (31. ledna 1893 Čehovice – 26. července 1972 Praha) byl voják z povolání v československém vojsku. Dosáhl až hodnosti divizní generál.

## Život
V letech 1904 až 1912 navštěvoval prostějovské gymnázium a po něm začal studovat stavební inženýrství na Vysoké školy technické v Brně. Po vypuknutí první světové války musel studií zanechat a v srpnu 1914 narukovat jako jednoroční dobrovolník do rakousko-uherské armády. Po absolvování ženijní školy byl nasazen do sapérského praporu v pevnosti Krakov. V létě 1915 byl odeslán na ruskou frontu. Rok na to padl do zajetí a byl odvezen do vězeňského tábora. V srpnu 1917 vstoupil do československých legií v Rusku. Ze začátku krátce působil u 5. střeleckého pluku a v září 1917 přešel v hodnosti poručíka k 2. samostatné inženýrské rotě. Zúčastnil se řady bojů na Sibiři a v srpnu 1918 byl povýšen na majora. V té době působil ve štábu tzv. Východní skupiny, mimo jiné i jako diplomatický zmocněnec. V září 1918 se stal náčelníkem štábu 2. střelecké divize československých legií, v roce 1919 přešel do služeb ruské armády na Sibiři, které velel generál Radola Gajda. V ruských službách působil mimo jiné jako velitel zvláštních úderných oddílů na Uralu. Rusko opustil v listopadu 1919 a v únoru 1920 se vrátil do Československa.
Hned v listopadu 1920 byl jmenován velitelem ženijního pluku 4 v Bratislavě, v prosinci 1923 převzal velení ženijního pluku 5 v Praze a v září 1924 odešel na vysokou školu válečnou v Paříži. Souběžně s ní studoval školu politických věd v Paříži a obě úspěšně ukončil v roce 1926. Po návratu z Francie byl v hodnosti podplukovníka generálního štábu ustanoven podnáčelníkem štábu Zemského vojenského velitelství v Bratislavě a v prosinci 1927 náčelníkem štábu tohoto velitelství. V roce 1933 byl jmenován velitelem 16. pěší brigády v Místku, v únoru téhož roku byl povýšen na brigádního generála.
Husárek byl v rámci velkých personálních změn ve velení armády převelen na hlavní štáb, kde převzal 31. prosince 1933 funkci I. zástupce náčelníka hlavního štábu československé branné moci. Zabýval se také výstavbou československého opevnění a v březnu 1935 se proto navíc stal vrchním velitelem ředitelství opevňovacích prací. Díky svým výsledkům byl v říjnu 1935 jmenován podnáčelníkem hlavního štábu a v červenci 1936 povýšen na divizního generála. Koncem roku 1937 se vzdal vzhledem ke svému vytížení místa podnáčelníka hlavního štábu a zůstal jen ředitelem opevňovacích prací. V listopadu 1937 zpracoval podrobný opevňovací plán, který je známý jako tzv. Husárkův program.
V roce 1938 se snažil maximálně urychlit výstavbu opevnění, především na jižní hranici, kde bývala hranice s Rakouskem. Po vyhlášení mobilizace zůstal k dispozici hlavnímu veliteli mobilizované armády generálu Ludvíku Krejčímu a stal se jeho spolupracovníkem. Na poradách ujišťoval politické vedení o rozhodnosti armády bojovat, když dostane rozkaz. Po přijetí mnichovské dohody působil počátkem října 1938 jako vojenský expert v mezinárodní komisi v Berlíně, kde se marně snažil zabránit zničení Československa a zajistit mu alespoň trochu příznivé hranice. Koncem října, po návratu do Československa, se podílel na organizaci odletu Edvarda Beneše do zahraničí. Po ztrátě většiny opevnění a plánované reorganizaci se rozhodl armádu opustit v lednu 1939. Poté nastoupil do Škodových závodů v Plzni jako zbrojní expert a ředitel závodu v Dubnici nad Váhom.
Když německé vojsko vtrhlo do Československa, byl poslán do Dubnice nad Váhom na Slovensku, kde se v létě 1939 stal ředitelem zdejší zbrojovky. V této funkci se snažil zajistit dodávky zbraní pro Sovětský svaz a brzdit zbrojní výrobu pro Německo. Po německém útoku na Sovětský svaz se jeho pozice zhoršila a koncem roku 1941 musel Slovensko opustit a vrátit se do Prahy. Až do konce války pak pracoval ve výzkumu Škodových závodů. V roce 1943 zpracoval na příkaz vedení Škodových závodů materiál o československé armádě. V květnu 1945 se organizačně podílel na Pražském povstání.
Brzy po osvobození republiky byl zatčen a obviněn za činnost ve zbrojním průmyslu během okupace. V létě 1946 ho z vězení propustili, vyšetřování probíhalo nadále na svobodě a v prosinci 1948 ho mimořádný lidový soud zcela zprostil viny. Obhájit se musel ještě před vojenským kárným výborem, který ho chtěl také zbavit viny, avšak po zásahu nového ministra obrany Alexeje Čepičky ho v říjnu 1950 uznal vinným, degradoval a snížil mu důchod. V 50. letech pracoval ve Státním nakladatelství technické literatury jako překladatel a v 60. letech těžce onemocněl a musel být hospitalizován. Zemřel 26. července 1972 v Praze. Jeho ostatky byly v roce 1974 převezeny do Paříže. V listopadu 1991 byla Karlu Husárkovi posmrtně vrácena hodnost divizního generála.
U příležitosti 100. výročí vzniku Československé republiky mu byl in memoriam udělen Řád Bílého lva vojenské skupiny I. třídy.

## Vyznamenání
Československo:
- Československý válečný kříž 1914–1918, se dvěma lipovými ratolestmi
- Řád sokola, s meči
- Československá revoluční medaile
- Československá medaile Vítězství

Česká republika:
- Řád Bílého lva I. tř. (in memoriam) 2018

Francie:
- Řád čestné legie, IV. třída – důstojník
- Válečný kříž, s hvězdou

Jugoslávie:
- Řád jugoslávské koruny, II. třídy

Rumunsko:
- Řád rumunské hvězdy[3], s meči II. třídy

Rusko:
- Řád svaté Anny, s meči II. třídy

## Ztvárnění v umění
V roce 2013 ho v seriálu České století ve 2. epizodě Den po Mnichovu (1938) ztvárnil herec Miro Grisa